# Spycimierz-Kolonia
Spycimierz-Kolonia (prononciation [spɨˈt͡ɕimjɛʂ kɔˈlɔɲa]) est un village de la gmina d'Uniejów, du powiat de Poddębice, dans la voïvodie de Łódź, situé dans le centre de la Pologne.
Il se situe à environ 5 kilomètres au sud-ouest d'Uniejów (siège de la gmina), 16 kilomètres à l'ouest de Poddębice (siège du powiat) et 53 kilomètres à l'ouest de Łódź (capitale de la voïvodie).
Sa population s'élevait à 59 habitants en 2009.

## Administration
De 1975 à 1998, le village était attaché administrativement à l'ancienne voïvodie de Konin.

Depuis 1999, il fait partie de la nouvelle voïvodie de Łódź.